# Balt 2001
Balt 2001 – międzynarodowy mityng lekkoatletyczny, który odbył się 14 lipca 2001 roku na stadionie AWFiS w Gdańsku. 

## Rezultaty

### Mężczyźni
| Konkurencja:               | 1. miejsce                                                                         | Wynik    | 2. miejsce                                                                   | Wynik      | 3. miejsce                                        | Wynik    |
| Bieg na 100 m              | Piotr Balcerzak                                                                    | 10,36    | Marcin Urbaś                                                                 | 10,40      | Anatolij Dowhal                                   | 10,46    |
| Bieg na 400 m              | Jerome Davis                                                                       | 46,10    | Laursen Jemisola                                                             | 46,38      | Birk Christian                                    | 46,54    |
| Bieg na 800 m              | Joseph Mutua                                                                       | 1:44,20  | Francis Marwa                                                                | 1:47,07    | Dirsch Risak                                      | 1:47,34  |
| Bieg na 1000 m             | Konrad Matuszewski                                                                 | 3:04,44  | Karol Boduła                                                                 | 3:08,30    | Marcin Bylinka                                    | 3:10,92  |
| 1500 m (na wózkach)        | Tomasz Hamerlak                                                                    | 3:42,27  | Marcin Królikowski                                                           | 3:43,41    | Zbigniew Baran                                    | 3:45,22  |
| Bieg na 110 m przez płotki | Ron Bramlett                                                                       | 13,54    | Krzysztof Mehlich                                                            | 13,67      | Artur Kohutek                                     | 13,71    |
| Sztafeta 4 x 200 m         | Stany Zjednoczone · Marcus Brunson · Derrick Brew · Jerome Davis · Michael Johnson | 1:20,98  | Polska · Zbigniew Tulin · Piotr Balcerzak · Ryszard Pilarczyk · Marcin Urbaś | 1:21,22 NR | Drużyna mieszana Dowhal Kajdasz Didkowski Kulczak | 1:24,55  |
| Chód na 10000 m            | Robert Korzeniowski                                                                | 38:44,74 | Roman Magdziarczyk                                                           | 40:42,91   | Andriej Makarow                                   | 40:43,27 |
| Skok w dal                 | Robert Howard                                                                      | 7,56     | Daniel Kaczmarczyk                                                           | 7,55       | Wałerij Wasiljew                                  | 7,54     |
| Skok wzwyż                 | Grzegorz Sposób                                                                    | 2,24     | Aleksiej Liasniczy Jan Janků                                                 | 2,20       |                                                   |          |
| Skok o tyczce              | Wiktor Czistiakow                                                                  | 5,80     | Adam Kolasa Denys Jurczenko                                                  | 5,60       |                                                   |          |
| Pchnięcie kulą             | Milan Haborák                                                                      | 19,70    | Przemysław Zabawski                                                          | 18,81      | Sebastian Wenta                                   | 18,44    |

### Kobiety
| Konkurencja:               | 1. miejsce             | Wynik   | 2. miejsce             | Wynik   | 3. miejsce         | Wynik   |
| Bieg na 100 m              | Beverly McDonald       | 11,1    | Petyra Penderewa       | 11,3    | Merlene Frazer     | 11,4    |
| Bieg na 400 m              | Alice Kun              | 51,88   | Olha Miszczenko        | 52,70   | Grażyna Prokopek   | 52,83   |
| Bieg na 600 m              | Karolina Rybka         | 1:54,15 | Paulina Sobieszczańska | 2:00,05 | Agnieszka Kobza    | 2:00,68 |
| Bieg na 1500 m             | Justyna Bąk            | 4:12,97 | Małgorzata Jamróz      | 4:13,60 | Joanna Kaczor      | 4:15,97 |
| Bieg na 100 m przez płotki | Rose Dionne            | 13,30   | Aneta Sosnowska        | 13,36   | Izabela Obłękowska | 14,32   |
| Skok w dal                 | Liliana Zagacka        | 6,33    | Christina Athanasiou   | 6,32    | Riina Valas        | 6,12    |
| Skok o tyczce              | Anna Huculak           | 3,80    | Joanna Piwowarska      | 3,80    | Joanna Ambrożuk    | 3,70    |
| Rzut młotem                | Agnieszka Pogroszewska | 67,78   | Kamila Skolimowska     | 66,78   | Lucie Vrbenská     | 64,32   |